# Franklin Leonard Pope
Franklin Leonard Pope (Great Barrington, Massachusetts, 2 de diciembre de 1840 - ibidem, 13 de octubre de 1895) fue un radiotelegrafista, ingeniero electrotécnico, inventor y abogado estadounidense). Se casó con Sarah Amelia Dickinson el 6 de agosto de 1873 y tuvieron tres hijos, dos niñas y un niño.

## Biografía
Creció con un gran interés por los dispositivos mecánicos. A la edad de 20 años, se trasladó a Nueva York para buscar empleo. Estuvo suscrito a "Scientific American", que junto con su interés en el dibujo, le haría solicitar un puesto en la revista. Finalmente, lo contrataron y trabajó durante dos años como artista, aunque llegaría a convertirse en uno de sus escritores. Con la extensa cobertura de la revista, pudo ganar experiencia relacionada con el funcionamiento del sistema de las patentes en EE. UU.

## Pope inventor
Fue un contribuyente importante a los avances tecnológicos del siglo XIX. Fue uno de los líderes de la exploración relacionada con el Collins Overland Telegraph, conocido también como el telégrafo ruso-estadounidense.
Después de desarrollar un sistema que rastreaba e imprimía los precios del oro y las acciones, Pope se asoció con Thomas Edison en 1869, formando la compañía Pope, Edison & Company Electrical Engineers, e inventó un telégrafo de un hilo en 1870. Este telégrafo es conocido como el stock ticker, y fue ampliamente utilizado en ciudades grandes para intercambio de cotizaciones.  La sociedad de Pope con Edison se terminó poco después de formarse.
A Pope se le otorgaron diversas patentes por su trabajo en semáforo de ferrocarril sistemas de circuito cerrado, cuyo más importante de todos fue su invención en 1872 para el circuito de trenes para el control automático del sistema de señales de bloqueo eléctrico, el que fue ampliamente utilizado por las grandes empresas de ferrocarriles de Estados Unidos.

## Vida laboral y profesional
Su carrera como operador de telégrafo, inventor, ingeniero, escritor, explorador, artista, abogado de patentes, historiador y consultor resultó en una vida llena de experiencias. Fue compañero y mentor de Thomas Edison y llegó a convertirse en uno de los más respetados ingenieros eléctricistas de América. En 1886 lo nombraron presidente del Instituto Americano de Ingenieros Eléctricos (IEEE), cargo que ocupó hasta 1887.
Tomó contacto por primera vez con el telégrafo a finales de 1840 cuando una vía de tren abrió una oficina en Great Barrington y Frank fue contratado como operario. Dos años más tarde, la Compañía Americana de Telégrafos le transfirió a Springfield (Massachusetts), donde llegó a ser el gerente del circuito, para los cables asociados con el ferrocarril de Boston y Albany. Además de su habilidad en código Morse, también era considerado un experto operador del telégrafo.
A finales de 1859 hubo una gran competencia entre compañías de telégrafos que causó numerosos despidos entre los empleados locales. Pope, quien conservó el puesto, dimitió voluntariamente para que uno de sus compañeros, que tenía una familia, pudiese quedarse.
Con el estallido de la guerra civil en 1861, los operadores de telégrafo experimentados contaban otra vez con gran demanda. Frank aceptó un puesto como operador en Providence. En su tiempo libre dibujó mapas detallados del sistema americano entre Nueva York y Boston. Estos detallados dibujos de las líneas, de las rutas, y de los instrumentos recayeron en Marshall Lefferts, "ingeniero jefe" de la compañía. Marshall transfirió a Pope de nuevo a Nueva York, lo ascendió a ingeniero auxiliar, y le asignó el trazado de toda la compañía. Durante la guerra, ello abarcaba todas las líneas y oficinas entre Maine y Virginia. Durante esta tarea de dos años, Pope creó mapas y dibujos de cada ruta, los tipos de aisladores, la colocación exacta de los alambres en los postes, los instrumentos y las baterías.
Esta exposición amplia a un sistema del telégrafo le proporcionó una buena base para dibujar sobre todo ello en el futuro. Una de las metas de Lefferts en dar a Pope esta tarea era estandarizar los instrumentos usados por la compañía, ya que con las nuevas adquisiciones había una gran variedad de instrumentos de diversos fabricantes.
El 13 de julio de 1863, se produjeron disturbios en la ciudad de Nueva York, donde se protestaba por la aplicación de una "ley" que obligaba a reclutar a la mayoría de los hombres para el ejército. 105 personas fueron asesinadas durante los disturbios. Los alborotadores redujeron las líneas de la Compañía Americana de Telégrafos a Boston, que prevenían comunicaciones críticas durante el tiempo que durara la guerra entre las dos ciudades. Marshall Lefferts ordenó a Pope intentar restablecer un circuito a Boston. Pope, con su privilegiado conocimiento de las rutas, se disfrazó de granjero y cogió un instrumento del telégrafo, que fuese fácil de transportar, junto con algunas herramientas ocultas en un saco de avena, y se dirigió hacia las afueras para solucionar los problemas. Encontró roturas múltiples en la línea a lo largo de un segmento de 15 millas entre New Rochelle y el río de Harlem. En la oscuridad, pero con la amenaza de ataque de alborotadores armados que patrullaban las líneas, Pope hizo los empalmes temporales a la línea e hizo que funcionasen a lo largo de arbustos y árboles bajos. Guardó pedazos de la línea original colgada de los postes para dar el aspecto de una línea "rota". Con la luz del día, Pope habría conseguido ensamblar un circuito temporal a Boston.

## Publicaciones de Pope
- Modern Practice of the American Telegraph (1869)
- Modern Practice of the Electrical Telegraph (1871)
- The Life and Works of Joseph Henry (1879)
- The Western Boundary of Massachusetts: a study of Indian and Colonial Life (1886)
- Evolution of the Incandescent Lamp (1889)
- Genealogy of Thomas Pope (1608-1683) and Some of his Descendants (1888).